# Зіткнення із землею в керованому польоті
Зіткнення із землею в керованому польоті (англ. controlled flight into terrain, вимовляється CFIT; «сі-фіт» зазвичай [ˈsiːfɪt] SEE-fit) — нещасний випадок в авіації, під час якого придатний до польоту літак, повністю під керуванням пілота, ненавмисно врізається в землю, гору, поверхню води або перешкоди. У типовому сценарії CFIT екіпаж не підозрює про наближення катастрофи, доки не стає надто пізно. Термін був введений інженерами компанії Boeing наприкінці 1970-х років.
Аварії, коли повітряне судно виходить з-під контролю під час зіткнення через механічну несправність або помилку пілота, не вважаються CFIT (вони відомі як неконтрольований політ на місцевість або UFIT), а також інциденти, спричинені навмисними діями особи. на панелі керування, як-от терористичні акти чи самогубство пілота.
За даними Boeing у 1997 році, CFIT був основною причиною авіакатастроф із загибеллю людей, спричинивши понад 9000 смертей з початку комерційних реактивних літаків. CFIT було визначено як причину 25 % нещасних випадків класу А ВПС США між 1993 і 2002 роками. Згідно з даними, зібраними Міжнародною асоціацією повітряного транспорту (IATA) між 2008 і 2017 роками, на CFIT припадало 6 відсотків усіх аварій комерційних літаків і було віднесено до категорії «друга за величиною катастрофа зі смертельними наслідками після втрати контролю в польоті (LOCI)»".